# Макинтош, Джон
Джон Макинтош (англ. John McIntosh; 15 августа 1777, Нью-Йорк — около 1846, ныне муниципалитет Саут-Дандас, Онтарио) — селекционер, известный получением самого популярного в Северной Америке сорта яблок, названного его именем — «макинтош».

## Биография

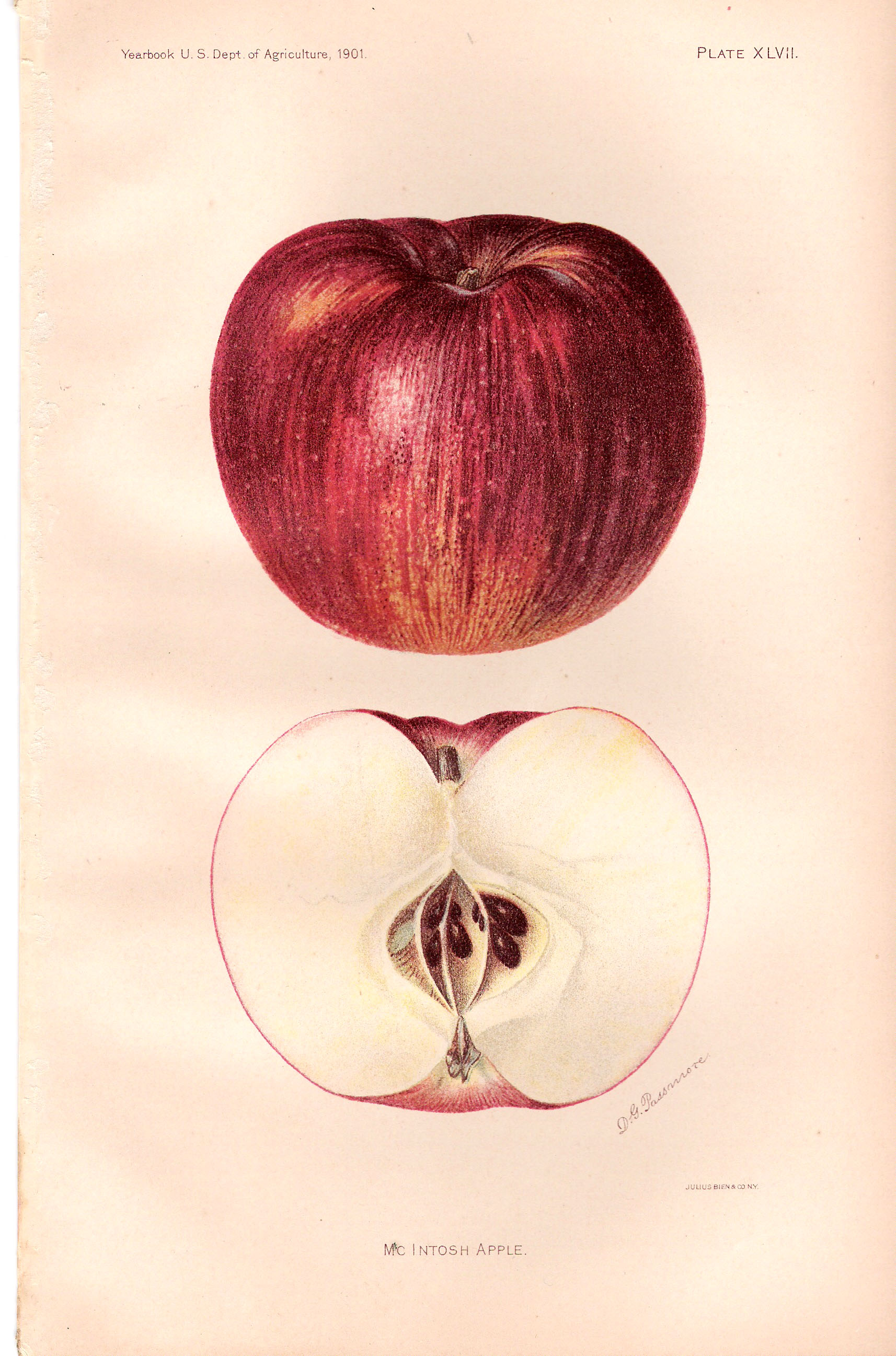
Яблоко сорта Мекинтош

Родители Макинтоша эмигрировали из Шотландии и поселились в долине Мохавок в штате Нью-Йорк. Джон переехал в Верхнюю Канаду в 1796 году и поселился у реки святого Лаврентия, в местах, где ныне располагается муниципалитет Саут-Дандас.
В 1811 году он приобрёл здесь ферму. Расчищая участок, он обнаружил несколько молодых яблочных деревьев. Он пересадил их, и одно из деревьев принесло вкусные красные яблоки. Алан, сын Джона, открыл питомник и начал широко рекламировать новый сорт.
К 1910-м годам во многом благодаря его стараниям сорт «макинтош» широко распространился в Онтарио, северной части США и в Британской Колумбии.